# Ryget Skov
Ryget Skov  er et fredet skov og overdrevsområde der ligger nord for Værløse, og går ned til sydbredden af Farum Sø i Furesø Kommune. Det er en  med mange moser, sumpskov og skov-enge med  mange forskellige skovbiotoper i skoven. I udkanten af den vestlige del af skoven ligger gravhøjen Ryethøj.
Det er  arealet fra behandlingsinstitutionen Baunegård i østenden af Ryget Skov, der er fredet med åbne overdrevsarealer og sumpmose mod Farum Sø og arealet ved Ryethøj. Det fredede areal ved Baunegård ligger hen som overdrev og græsslette og der er udsigt fra f.eks. toget til Farum udover sletten og Farum Sø. Langs skovkanten mod Farum Sø er der fugtige mosehuller, ellesump og lavninger, hvor der er et rigt dyre- og planteliv og gode vandrestier.
Ryget Skov er 139 hektar stor, og består langt overvejende af løvtræer, hovedsageligt af bøgetræer og en mindre del nåletræer. Hele skoven er udpeget til beskyttet skov, såkaldt B-skov.
I vestenden af fredningen ligger sumpområdet Sækken. Det var tidligere en del af Farum Sø, men er i tidens løb mere eller mindre blevet afsnøret og groet til som rørskov og mangroveskov.

## Ryethøj
I området mellem Søndersø og Farum Sø fandtes tidligere et større antal gravhøje. Ryethøj – fra ca. 1400 f.kr. er den nordligste, og den eneste som ikke er blevet overpløjet. Den formodes at indeholde en eller flere jordfæstelsesgrave fra ældre bronzealder samt en urnegrav fra yngre bronzealder og ældste jernalder. Højens arkæologiske værdi vurderes at være meget stor.

## Naturbeskyttelse
Området blev fredet i 1953 og Ryethøj i 2004, og en del af det er del af Natura 2000-område nr. 139 Øvre Mølleådal, Furesø og Frederiksdal Skov